# Sabrina Repp
Sabrina Repp, née le 1er février 1999 à Tessin (Allemagne), est une femme politique allemande. Membre du Parti social-démocrate (SPD), elle est élue députée européenne le 9 juin 2024.

## Biographie
Son père est peintre et sa mère est femme de ménage,. Elle obtient une licence en science politique à l'université technique de Dresde en 2021, puis un master en science politique à l'université de Rostock en 2023. 
Elle est vice-présidente des Jusos de Mecklembourg-Poméranie-Occidentale à compter de 2022.
En janvier 2024, elle est désignée comme candidate du SPD, à la 11e place de la liste nationale du parti, pour les élections européennes de 2024. Elle est élue députée européenne le 9 juin 2024.